# 崔慧景
崔 慧景（さい けいけい、元嘉15年（438年）- 永元2年4月4日（500年5月17日））は、南朝宋から斉にかけての軍人。字は君山。本貫は清河郡東武城県。

## 経歴

### 宋斉革命の時代
州別駕の崔系之の子として生まれた。はじめ国子学生となった。南朝宋の泰始年間、諸官を歴任して員外郎となった。しばらくして長水校尉に転じ、寧朔将軍の号を受けた。蕭道成が淮陰にいたとき、崔慧景は一族の崔祖思とともに蕭道成と結んだ。元徽末年に蕭道成が長江を北に渡って広陵に赴こうとしたとき、崔慧景は蕭道成の命を受けて陶家後渚に船を待機させた。蕭道成の広陵移転は実際には行われなかったが、蕭道成が崔慧景への信任はこのようなものであった。前軍将軍の号を受けた。
昇明2年（478年）、沈攸之の乱が鎮圧されると、崔慧景は武陵王劉賛の下で安西司馬・河東郡太守として江陵に出向した。昇明3年（479年）、永安公蕭嶷が荊州刺史となると、崔慧景は郡太守のまま蕭嶷の下で鎮西司馬となり、諮議参軍を兼ねた。同年（建元元年）、蕭道成が斉の皇帝として即位すると、崔慧景は楽安県子に封じられた。豫章王蕭嶷の命により崔慧景は江陵から建康に派遣されて慶賀の上表を奉じた。崔慧景は平西府司馬・南郡内史に転じた。南郡内史のまま南蛮長史に転じ、輔国将軍の号を加えられた。

### 北魏との戦役
北魏が南侵してくると、崔慧景は豫章王蕭嶷の命を受けて3000人を率いて方城に駐屯し、司州の援護にあたった。魏軍が撤退した後も、梁州の李烏奴の乱が続いていたため、崔慧景は輔国将軍のまま持節・都督梁南北秦沙四州諸軍事・西戎校尉・梁南秦二州刺史となって、その対応にあたった。崔慧景は漢中の兵を動員して白馬に進軍し、分遣した支軍に李烏奴の腹背から攻撃させると、李烏奴は敗れて武興に逃げ帰った。建元4年（482年）、武帝が即位すると、崔慧景は冠軍将軍の号に進んだ。永明3年（485年）、冠軍将軍のまま建康に召還され、黄門郎に転じ、羽林監を兼ねた。永明4年（486年）、隨王蕭子隆の下で東中郎司馬となり、輔国将軍の号を加えられた。持節・都督司州諸軍事・冠軍将軍・司州刺史として出向した。母が死去したため、辞職して喪に服したが、ほどなく武帝の命によりもとの任に戻された。崔慧景は州刺史から退任するたびに、多大な資産を朝廷に献上したため、武帝に喜ばれた。永明9年（491年）、建康に召還され、太子左率に転じた、通直散騎常侍の位を加えられた。永明10年（492年）、右衛将軍の号を受け、給事中の位を加えられた。
永明11年（493年）、北魏が南侵しようとする動きをみせたため、崔慧景は持節・都督豫州郢州之西陽司州之汝南二郡諸軍事・冠軍将軍・豫州刺史とされた。蕭昭業が即位すると、崔慧景は征虜将軍の号に進められた。崔慧景は年若い君主が新たに立てられたのを見て、ひそかに北魏と通交し、朝廷はその向背を疑い恐れるようになった。輔政をつとめた西昌侯蕭鸞は蕭衍を寿春に派遣して崔慧景を繋ぎとめようとした。崔慧景はひそかに蕭鸞（明帝）の即位を求める勧進をおこなった。崔慧景は建康に召還され、散騎常侍となり、左衛将軍の号を受けた。建武2年（495年）、北魏が徐州と豫州に進攻すると、崔慧景は本官のまま仮節を受けて鍾離に向かい、王玄邈の指揮に従った。まもなく冠軍将軍の号を加えられた。
建武4年（497年）、度支尚書に転じ、太子左率を兼ねた。冬、北魏が沔北5郡を攻撃してくると、崔慧景は仮節を受けて、兵2万を率いて、襄陽に向かった。雍州の諸軍は崔慧景の指揮統制に従った。永泰元年（498年）、崔慧景が襄陽に到着すると、沔北五郡はすでに陥落していた。崔慧景は平北将軍の号を加えられ、佐史を置き、軍を分遣して樊城の防備を助けた。崔慧景は渦口に駐屯し、蕭衍・董仲民・劉山陽・裴颺・傅法憲らに5000人あまりを与えて鄧城に向かわせた。北魏の数万の軍勢が鄧城に襲来すると、崔慧景は南門を守り、蕭衍は北門を守り、そのほかの部隊は城壁の上に陣取った。ときに崔慧景らは朝早く食事をして急行していたため、みな飢え疲れていた。軍中の北館の客3人が逃亡して北魏に投降し、その実情を知らせた。北魏の彭城王元勰は武衛将軍の元虯を城の東南に分遣して崔慧景の退路を断たせ、司馬の孟斌を城東に向かわせ、右衛将軍の播正を城北に駐屯させて、交互に城内に射かけさせた。蕭衍は出戦を望んだが、崔慧景は「魏軍は夜を徹して城を包囲しているので、日暮れを待てば自ら去るだろう」といって抑えた。魏軍の優勢が明らかになると、崔慧景は南門から自軍を脱出させた。味方の諸軍はそのことを知らされておらず、後に続いて脱出した。魏軍が北門から進入し、劉山陽とその部下数百人が後方の敵に迫られて死戦した。魏軍の百余騎が劉山陽を捕らえようと突出したところ、劉山陽は射手に射させて3騎を転倒させ、手ずから十数人を殺し、戦いながら後退した。崔慧景は南方の鬧溝を通過したが、軍人が踏み荒らしたため、橋はみな破壊されていた。魏軍が道をはさんで射かけてきたため、軍主の傅法憲が殺され、溝に追い落とされた崔慧景の軍は死者があい枕する惨状となった。劉山陽は上着と武器で溝を埋め、溝を乗り越えて脱出できた。北魏の孝文帝が沔北にやってきて、劉山陽を樊城で包囲した。劉山陽は樊城でまた奮戦し、夕方になって魏軍は撤退した。敗残の崔慧景の軍は戦々恐々としながらその夕方に船で下って襄陽に帰った。

### 蕭宝巻への反乱と最期
蕭宝巻が即位すると、崔慧景は仮節・平北将軍のまま右衛将軍とされたが、拝受しなかった。永元元年（499年）、護軍将軍に転じ、まもなく侍中の任を加えられた。陳顕達が反乱を起こすと、崔慧景は平南将軍・都督南討諸軍事の任を加えられ、中堂に駐屯した。反乱鎮圧は徐世檦が主導し、崔慧景は警備にあたるだけであった。このころ蕭宝巻が有力な将軍や大臣たちを粛清しており、崔慧景は軍での閲歴を重ねた宿将であったため、保身に不安を抱くようになった。永元2年（500年）、裴叔業が寿春で北魏に降ったので、崔慧景は平西将軍の号を受け、軍を率いて水路から寿陽を攻撃することとなった。軍を白下に集結させ、出発しようとしたとき、蕭宝巻が琅邪城まで見送りに出てきた。蕭宝巻は軍服を着て城楼の上にあり、召し出された崔慧景は単騎で厳重な包囲の中を進んで、誰ひとり従う者はなかった。数言を交わして辞去したが、崔慧景は生きて出られたことを喜んだ。子の崔覚が直閤将軍となったが、崔慧景はひそかに時期を打ち合わせた。4月、崔慧景が広陵に到着すると、崔覚が建康から逃亡した。崔慧景は広陵を過ぎて数十里、軍主たちを呼び集めて蕭宝巻の打倒と朝廷の再建を宣言すると、みなこれに呼応した。崔慧景は軍を広陵に返した。司馬の崔恭祖が広陵城を守っていたが、開門して崔慧景らを迎え入れた。蕭宝巻は崔慧景が反乱を起こしたと聞くと、左興盛に仮節を与え、建康の水陸両軍を率いさせた。崔慧景は長江を渡るべく、京口に軍を集結させた。江夏王蕭宝玄が内応したので、南徐州と兗州の兵力も合わせて、蕭宝玄を奉じて建康に向かった。
蕭宝巻は張仏護・徐元称・姚景珍・徐景智・董伯珍・桓霊福らを派遣して竹里に拠らせ、数城を建てさせた。蕭宝玄は張仏護を説得するべく手紙を出したが、張仏護は聞き入れず、崔慧景の軍に射かけて戦闘となった。崔慧景の子の崔覚や一族の崔恭祖が先鋒をつとめた。12日に崔恭祖らが城を攻め落とした。張仏護は単騎で逃亡したが追いつかれて斬られ、徐元称は投降し、その他の官軍の軍主はみな死没した。
蕭宝巻は中領軍の王瑩に軍を率いさせて、湖頭に拠って塁を築かせると、蔣山の西麓に展開した官軍は数万に及んだ。狩猟を得意としていた万副児が蔣山の尾根沿いを通れば官軍の不意を突くことができると提案したので、崔慧景は1000人あまりを分遣して夜間に西麓を下らせると、城中に向かって鼓を打ち鳴らし大声で叫ばせた。驚倒した官軍は逃げ散った。蕭宝巻は左興盛に台城内の3万人を率いさせて崔慧景を北籬門で阻止させようとしたが、左興盛らは勢いに押されて退却した。崔慧景は軍を率いて楽游苑に入り、崔恭祖は軽騎十数人を率いて北掖門に突進したが、再び出てくると、宮門は全て閉ざされた。崔慧景は兵を率いて台城を包囲した。建康周辺の東府城・石頭城・白下城・新亭城はいずれも崔慧景の手勢によって陥落した。左興盛は宮中に入れず、秦淮河岸の小舟の中に逃げ込んだが、崔慧景の部下に捕らえられて殺された。宮中の官軍は一度出撃したが、撃退された。崔慧景は蘭台府署を焼いて戦場としたが、衛尉を代行する蕭暢が南掖門に駐屯し、城内を差配して、崔慧景の攻撃に応じて防御したので、台城内の人心はやや落ち着いた。
崔慧景は宣徳太后の令と称して、蕭宝巻を廃位して呉王とした。ときに巴陵王蕭昭冑（竟陵王蕭子良の子）が崔慧景の陣営に投じ、崔慧景はかれを気に入ったが、蕭宝玄を差し置いて皇帝に立てるべきかどうか逡巡していた。竹里での勝利について、崔覚と崔恭祖が勲功を争い、崔慧景はその優劣を決めることができなかった。崔恭祖は火矢を射かけて北掖楼を焼くよう勧めたが、崔慧景は後の再建の労を考えて、却下した。崔慧景は法輪寺に駐屯して、客を迎えて仏教の高踏的な談義にふけっていたため、崔恭祖は失望を顕わにした。
先だって衛尉の蕭懿（蕭衍の兄）が豫州刺史となり、裴叔業を討つべく歴陽から寿陽に向かっていた。蕭宝巻の密使が蕭懿のもとに派遣されて崔慧景の反乱のことを知らされると、蕭懿は軍主の胡松や李居士ら数千人を率いて長江を渡り采石に上陸した。建康南郊の越城に進軍して火を掲げると、台城に孤立していた官軍は援軍の到着を知って快哉を叫んだ。崔恭祖は2000人を派遣して秦淮河の西岸を遮断するよう勧めたが、崔慧景は台城を先に降せば、外からの援軍も自然と離散するだろうと考えて退けた。崔恭祖は蕭懿の軍を攻撃するよう願い出たが、崔慧景はまたも許さなかった。崔慧景は子の崔覚に精鋭数千人を率いさせて秦淮河の南岸に渡らせた。蕭懿の軍が明け方に会戦すると、崔覚は大敗し、秦淮河に追い落とされて、死者は2000人あまりに達した。崔覚は単騎で逃走し、橋桁を開いて蕭懿の軍の秦淮河渡河を阻んだ。その夜、崔恭祖と劉霊運は台城を訪れて官軍に降った。崔慧景は求心力を失ったことを悟って、腹心数人を率いてひそかに戦線離脱し、長江を北に渡ろうとした。城北の諸軍は崔慧景の離脱を知らず、なおも抗戦していた。台城内から官軍が出撃すると、数百人が殺された。蕭懿の軍が秦淮河北岸に渡ると、抗戦していた崔慧景の部下たちもみな逃走に移った。崔慧景に従っていた腹心たちも散り散りになり、崔慧景は単騎で蟹浦にいたって、漁父に斬り殺された。その首級は魚籠に入れられて、建康に送られた。享年は63。

## 子女
- 崔覚
- 崔偃

## 伝記資料
- 『南斉書』巻51 列伝第32
- 『南史』巻45 列伝第35